# Tkalca jama
Tkalca jama, tudi Zatočna jama, je vodna jama z vhodom na zahodni strani Rakovega Škocjana. Vanjo ponikne reka Rak, ki spada v kraški povirni sistem porečja Ljubljanice. Jama je dobila ime po kapniških oblikah, v katerih so nekateri prepoznali tkalca. Prvi jo je leta 1687 opisal Valvasor za revijo Philosophical Transactions of the Royal Society.

## Galerija slik
- spodnji vhod
- zgornji vhod
- ob naraslem Raku